# Anne Maria Chapman
Anne Maria Chapman, född 1791, död 1855, var en nyzeeländsk missionär. Hon anlände till Nya Zeeland med sin make Thomas Chapman 1830, innan det ännu var en brittisk koloni, och var bland de första europeiska kvinnorna där. Hon var aktiv främst med att införa europeiska vanor ifrågan om sjukvård, kläder och andra vardagsvanor snarare än religion, och blev populär bland maori. 